# 智一&璐美のラジオ腐りかけ!
智一＆璐美のラジオ腐りかけ！（ともかずとろみのラジオくさりかけ）は、関智一と朴璐美がパーソナリティを務めるWEBラジオ、ポッドキャスト。2007年4月6日より配信が始まった。配信元は第24回まで株式会社WAYUTA、第25回以降はラジ友。2011年7月22日配信の第104回までは第2・第4金曜の配信となっていたが、2011年8月26日配信の第105回より月1回金曜日不定期配信となった。

## 概要
この番組は、関智一と朴璐美をパーソナリティーとして配信されていたインターネットラジオ番組で、差し入れのお菓子や寿司などがテーブルいっぱいにあり収録中もそれを食べていたり、携帯電話を操作したりするなどの出演者の自由な行動が特徴の番組である。
2008年6月以降はパーソナリティ2人のスケジュールが合わず、代役のゲストを招いた回が度々あった。メインパーソナリティーの両名が欠席した回もあり、2009年6月12日配信の53回は新谷良子と喜多村英梨による『良子と英梨のラジオ腐りかけ!』として配信され、以降も2回この2人の組み合わせで配信された。
第75回・第101回・第105回〜第108回は、朴とゲッターズ飯田が共同オーナーを務めるカフェ・シーラカンスにて収録された。

## 出演者
メインパーソナリティ
- 関智一
- 朴璐美

コーナーパーソナリティ
- 平川大輔（イキイキ、第6回～第24回）

アシスタント
- 紺野（元コンテンツ事業部社員）

第1回で言わされた初体験の話からあだ名がアオカンになったが、本人は否定している。第5回の収録に来ず、第6回でWAYUTAを退社したと伝えられた。関は「我々が精神的苦痛を与えすぎた」と言ったが、第7回でただの異動だったことが判明。リスナーからファンレターが来るほど人気だった。
- 咲谷（コンテンツ事業部社員）

第6回より二代目アシスタントとして出演。あだ名はヤリコ。第10回まで務めた。
- 山本彰子（第11回～第24回）

あだ名はオクチ。初登場からいきなり初体験の話を赤裸々に語った（その部分はカットされている）。
- 河津玲奈（第12回～第14回）

あだ名はヤンキー。バイク好きだったため元ヤンと判断された。投稿解説のコーナー（ボツになるメールが多かったためリスナー向けに投稿の仕方を解説する）に出ており、スタジオ見学に来たこともある。
- 水原薫（第17回～第24回）

あだ名は呼ばれていない。第16回のイキイキに出演し、次の回から番組のアシスタントになった。
- 篠原麻李（第29回～）

あだ名は初体験話をやんわりと断っている為、呼ばれていない。関には「篠原さん」と普通に呼ばれている。最近馴れてきたのかオタクキャラの片鱗を見せている。しかし関の下ネタトークや下ネタラジオネームのときは少々恥ずかしがって言っている。
ゲスト
- 山口眞弓（第5回、37回、39回、42回、68回）

5回では舞台で靭帯を損傷した朴の付き添いで出演した。
- 水島大宙（第7回、8回）

WAYUTAから発売予定のCDが発売延期になりそのお詫びに登場。名前は「たかひろ」と読むが「だいちゅう」としてしか朴に認識されていない。7回だけの登場予定だったが、2本取りで帰りそびれたため、8回も出演することになった。
- 宮野真守（第10回、95回）

朴とは別ラジオで共演しており、それが縁で出演した。二人の休憩中にコーナー進行もしている。11回には電話で出演。
- 木内秀信（第11回、39回、50回、78回）

11回の登場では、終始竹内順子であると主張していた。この回の収録日は台風で、来る途中桑島法子に会い激励されたことを伝えると、二人に話したいと言われたため電話をかけることに。結局繋がらなかったため、実家の母親にかけた。
78回ではメインパーソナリティーの両名が欠席のため、津田健次郎とパーソナリティーを務めた。
- 岩田光央（第18回）

ゲストではないが、105回では収録場所のカフェ・シーラカンスでトリコの打ち上げが同時に行われていた関係で、田野アサミ、菊池こころを引き連れて収録現場に乱入した。
- 入野自由（第26回）
- 長沢美樹（第34回、59回、71回、80回、82回）
- 近藤浩徳（第34回）
- 藤原啓治（第37回）
- 山口勝平（第38回）
- 小林由美子（第38回）
- 三石琴乃（第41回）
- ポアロ（第45回）
- 綾川雪弥（第16回、22回、49回、63回、70回）
- 新谷良子、喜多村英梨（第53回、65回、73回）

メインパーソナリティーの両名が欠席のため、「良子と英梨のラジオ腐（ふ）りかけ!」として配信された。
- 浅野真澄（第56回）
- 寺島拓篤（第60回）
- 福圓美里（第67回）
- 四反田マイケル（第68回、75回）
- 今井由香（第69回）
- 津田健次郎（第78回）

前述のとおり、木内秀信とパーソナリティーを務めた。
- 清水香里（第81回）
- 釘宮理恵（第85回）
- 羽多野渉（第90回）
- 片山加奈（第97回）
- 置鮎龍太郎（第98回）
- 竹内順子（第101回）

## コーナー
CDプロデュース企画
第32回から始まった、関と朴がプロデュースするCD企画。
検索くんBANZAI!
リスナーから2人に検索してもらいたい言葉等を募集し、番組中に実際にインターネットなどを使って調べるコーナー。
オトナ電話相談室
直接電話で二人に相談するコーナー。『智一＆璐美のラジオ腐りかけ! 放送できないCD　VOL.2』にも収録されており、相談主はゲストの声優だった。

### 終了したコーナー
腐りかけ道
リスナーの身の回りの腐りかけているものを募集。
これが俺流！
一般的ではないがリスナーの家では当たり前な食べ物や食べ方を募集。
腐り〆！
エンディングを締める決め台詞を募集、パーソナリティが叫ぶ。
身近でおこったコワーイお話（期間限定）
リスナーの身近の怖い話を募集。
学園祭のキング＆クイーンになりたい！
学園祭での公開録音希望を募集。早稲田大学での公開録音が行われ、15回に放送された。
お見合い企画
朴のマネージャー山吉のためのお見合い企画。途中交代したマネージャーの中村のためのコーナーになった。電話で話をする様子も放送された。
「粋で行こうよ粋によう！（イキイキ）」
朴と関は出演しないゲストコーナー。様々なジャンル（役者・音楽家・作家など）のゲストを呼んで、平川大輔とトークをするコーナー。リスナーから「このコーナーはいらない」とのメールがあったが、スタッフ曰く「このコーナーがあるから番組がやっていける」とのこと。
アシスタント募集
18歳以上の容姿端麗で東京在住の（いつでも収録に来られる）人などの条件で、無償でアシスタントをやってくれる人の募集があった。何通か応募があり、いろんな意味で応募条件が外れている人が多かったという。オクチがアシスタントになったことで保留されていたが、23回の収録には通過者が来て働いていた。

## 備考
- 当初30分番組の予定だったが、100分前後（時には2時間近く）の長い番組となっていた。リスナーから「あまりにも長すぎるから聞けない」と苦情のメールがあってからは50分ほどになった。
- 出演者は携帯電話を平気で持ち込み、内容を暴露すれば返信も可能というルールがある。
- ゲストが多く、マネージャーや取材陣・スポンサーも、ラジオに参加している。
- 9月から、ボイスニュータイプで、ラジオについての連載が始まった。
- 関がよく放送禁止用語を言うため、自主規制することが多い。このことでリスナーから「カットのしすぎでよく分らない」と苦情が来た。(朴璐美も関の放送禁止用語ネタに食いついて話をヒートアップさせる傾向にある。動物の陰茎の話になった時には、思わず「人のおちんちんはしごいてー……射精じゃないですか」と口にした)
- 第11回では、出演者全員が電話をかけると言う事態が生じた。関→折笠富美子、朴→宮野真守、木内→母親。
- 第23回では朴が遅刻し不在のまま収録となった。到着した頃には既に収録は終了しており、最後の約1分間のみ出演した。
- ブログにて第24回は最終回となっていたが、配信場所が変わるものの存続されることが発表された。

## CD
- 智一＆璐美のラジオ腐りかけ！ 放送できないCD　VOL.1

完全録り下ろしと、番組1～6回までのMP3データが、2枚組で「これが売れなかったら番組が終わる」のコピーのもと発売された。
- 智一＆璐美のラジオ腐りかけ！ 放送できないCD　VOL.2

木内秀信を招いての新規取りおろし（長沢美樹、宮野真守、小西克幸も電話などで出演）と7～12回のMP3データの二枚組。